# Gagers (Lana)

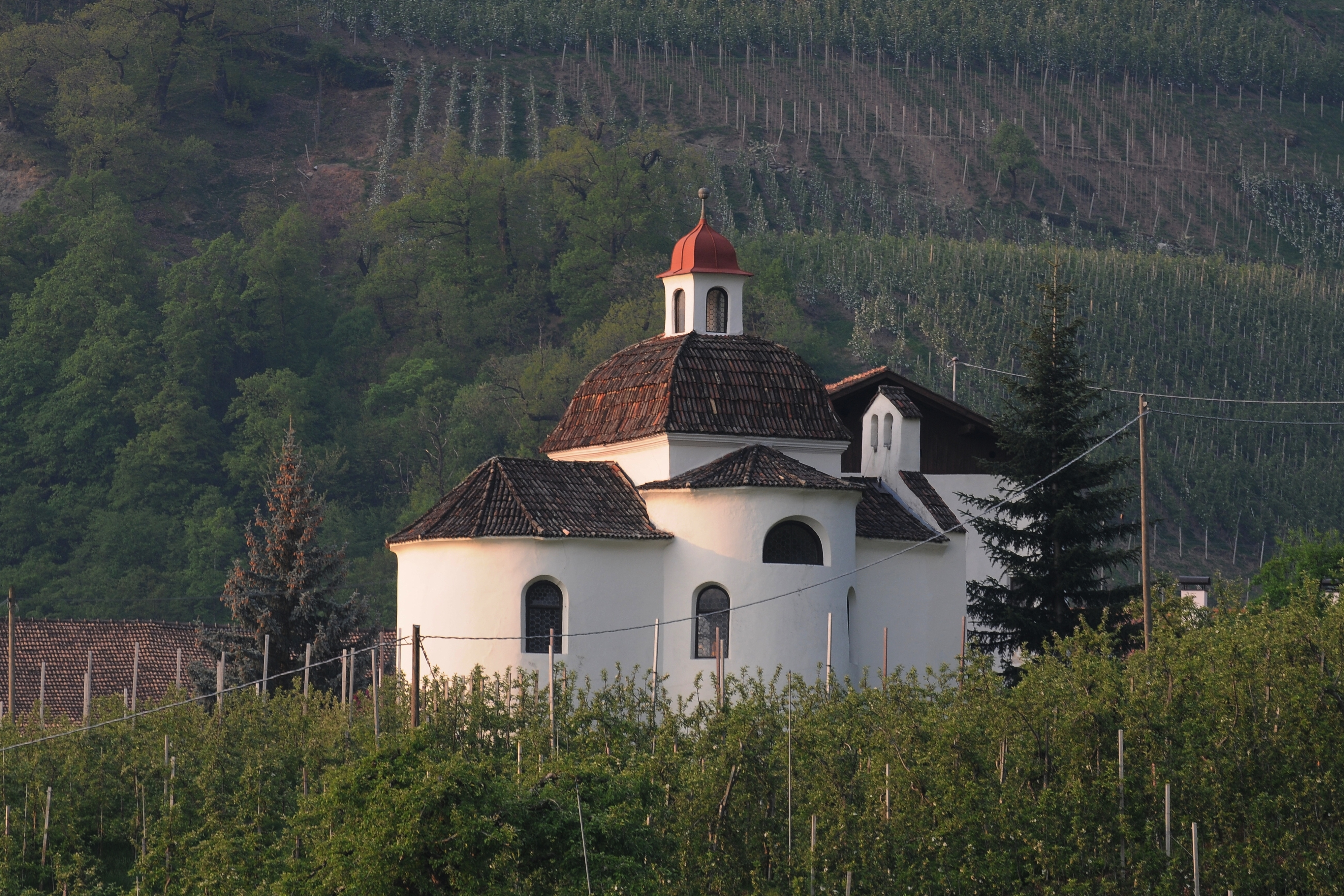
St. Magnus in Gagers

Der Gutshof Gagers ist zusammen mit der Kapelle St. Magnus ein geschütztes Baudenkmal der Marktgemeinde Lana in Südtirol.

## Geschichte
Der Gagers-Hof (lateinisch: Vaderium), unweit von Schloss Braunsberg liegend, wurde 1277 erstmals erwähnt. Ursprünglich gehörten die drei Zinshöfe zum St.-Martins-Urbar. Bis in das 15. Jahrhundert erscheinen auf dem Gut Mitglieder aus dem klösterlichen Verwalter-Geschlecht der Herren von Gagers, die den Hofnamen als Familiennamen führten. Im 16. Jahrhundert bewohnte das Gehöft die Familie Mulln, darauf Ende des 16. Jahrhunderts die Familie Hueber. Die Erben des Füssener Klosteramtmannes Christian Egmann, veräußerten Gagers 1722 für den Betrag von 9108 Gulden an das Kloster St. Mang, welches das Wohngebäude zu einem Gutshof für den Administratoren umwandelte. Auf dem Anwesen ließ das Kloster seine Schätze verwahren, so auch der St.-Magnus-Stab, der 1737 und 1756 zweimal von Füssen nach Lana geholt wurde. Gleichzeitig hatten dort Benediktiner-Pater weißen Wein angebaut, der durch die Segnung des Stabes „sieben Jahre vom Schimmel völlig verschont wurde“. Der Abt-Prior Placidius Zerle übersiedelte 1763 ganz nach Gagers und starb dort 1770. Mit der Säkularisation 1803 fiel der Besitz in bäuerliche Hände. Seit 3. August 1979 steht das Hofensemble unter Denkmalschutz.

## Kapelle St. Magnus
Als gegen Ende 1722 der Umbau des Gagers-Hof so weit fortgeschritten war, dass der Administrator einziehen konnte, entschloss man sich neben dem Gutshof eine Kapelle zu errichten. Mit der Bewilligung des Abtes und der Lizenz des Bischofs von Trient konnte am 25. Juni 1725 nach Plänen des Baumeisters Johann Georg Fischer von Füssen, mit dem Bau einer Kapelle begonnen werden. Die Kapelle folgte dem baulichen Vorbild der Stiftskirche St. Mang in Füssen. Bereits zum Pfingstfest 1726 wurde der Bau vom Administrator benediziert. 1911 wurden Reparaturen an Dach und Mauerwerk durchgeführt. 1975 erfolgte eine durchgreifende Renovierung der Kapelle.

## Beschreibung
In dem Gutshof befindet sich ein Prälatenzimmer mit einem Barockgetäfel aus dem 17. Jahrhundert sowie einem Empireofen. Der Vorraum beherbergt eine Decke mit einfacher Stuckverzierung und bemalte Türen. Die Deckengemälde in der Kapelle stammen von 1732 und zeigen die Wunderkräfte des hl. Magnus von Füssen. Die ursprünglich 1619 von Bartholomäus Steinle für die Klosterkirche St. Mang in Füssen geschaffenen Figuren des Hochaltars stellen die drei Heiligen Magnus, Benedikt und Scholastika dar. Die Kapelle erhielt sie 1725 als überflüssig gewordene Bestände der gleichzeitig erneuerten Stiftskirche in Füssen. Die Seitenaltäre und den Altaraufsatz schuf der Bildhauer Thomas Seitz.